# 施姓
施姓在《百家姓》中排第23位。施字的歷史起源有組織生產工作的意思，進而形成了「施姓」。

## 起源
施姓起源有三說：
1. 出于姬姓，為鲁惠公之子施父後人，《姓纂》曰:『鲁惠公子施父尾生施伯，伯孫傾叔生孝叔，惠公五代孫也，因氏焉，漢有博士讐。』[1]
2. 出于百工之造旗者，起源於子姓，是商朝後裔。《左傳》上說，周文王第九子康叔受封為衛侯，負責管理商朝遺民，其中就有“施”姓。
3. 出于夏時之施國（即現今之湖北省恩施市）。[2]

## 郡望
吴兴郡（即今浙江湖州市）。

## 堂號
- 江蘇省無錫市惠山區敬德堂

## 分布
施姓在百家姓中排名靠前，在江苏，福建和臺湾等地是大姓。
根據文獻《元和姓纂》和《中國姓氏大全》以及施姓族譜記載，周文王四子，也就是武王之弟周公旦被封于魯國，也就是今山東曲阜一帶，周公旦因輔國未能前往，由其子伯禽代任魯侯。魯侯曆七世至魯惠公，其子恒，賢德有才華，任“門下丁公府椽，流譽他方，四國歸仁，遂以（他方）二字合成一文為施，食采于鮑，封為施國。恒號施父”。施父也就成為華夏施姓之始祖。
中国大陸移民至臺灣大致有三次高潮，施姓是隨著這一移民潮遷入臺灣的，他們大多來自福建泉州地區，尤以晉江縣為最普遍。
第一次是明末清初鄭氏時期。明崇禎年間鄭芝龍招募大批沿海農民到臺灣墾荒，其中大多是泉州人。繼而其子鄭成功率軍攻打驅逐荷蘭人，占領臺南，隨鄭氏赴臺灣的將士和百姓更是數以萬計，他們大多是泉州人，其中包含一些施姓民眾，例如施琅家族。這時期的中國大陸移民大多居住在今臺南市、高雄市、彰化縣一帶。
第二次是施琅攻打下臺灣時期，施琅是晉江衙口人，衙口是潯海支派施姓的聚居地，此為潯江施姓。
施琅平台後，因戰功卓著，在臺南置有將軍鄉。於是，福建沿海人民大量湧入臺灣，隨施琅來臺灣的晉江施姓親屬和族人不計其數。如施琅其子施世驥、施世驃、施世驊，侄施世驤、施世祿；族人施瑋、施瑤、施璿、施肇勳、施啟秉等。施世驃，十五歲隨父出征，因有戰功授左都督，累遷廣東陸路提督，後調任福建水師提督，擒獲海盜有功，受康熙嘉獎，康熙六十年，台灣朱一貴起義，施世驃統兵剿滅。
施琅的後裔多在臺灣定居。族人施啟秉以軍功授左都督，後任提督軍門，駐鳳山，後裔成為臺灣的望族：長子施世榜，鳳山縣學拔貢生，襲職兵馬司副指揮，康熙五十八年，集眾興修水利，即臺灣有名的八堡圳。八堡圳又名施厝圳，引水築圳，東西八十餘裏，灌一百零三莊，約一萬九千餘甲，圳道縱橫於彰化縣八堡之野，為清代全台第一大水利工程，惠及台民，功德無量，連橫《台灣通史》有其專傳。次子施世魁為鳳山縣武生；四子施世黻為諸羅縣武生，康熙乙酉科鄉試第四十七名武舉。
康熙年問臺灣科舉初創，施姓族人還有多人為儒生、武生。
第三次移民潮是在乾隆、嘉慶時期。晉江在福建東南沿海，與台灣隔海相望。乾隆四十九年（1784年），清朝政府批准晉江的蚶江（今屬石獅市）與臺灣的鹿港"對渡"。八年後又開放蚶江與淡水河口的八里坌"對渡"，所謂"對渡"就是對口貿易。期間，中國大陸沿海人民大量移民臺灣，據一些施姓族譜記載，其時施姓相率赴臺者不在少數，此為蚶江施姓。
施姓族人自中國大陸移居臺灣後，現今臺南市、彰化縣、淡水區、高雄市、臺北市等地皆有大量施姓族人聚居，但是，人數最多、最集中的是鹿港和臺南。臺南施姓主要聚集區分布在現今臺南市安平區、安南區、中西區、以及新營區一帶居多。
鹿港施姓祖先主要來自福建晉江前港或後港，堂號也因此分為「錢江衍派」(前港)與「潯海衍派」(後港)，「錢江衍派」施並谷 現為高中輟學
台南市新營區施姓祖先主要源自中國大陸福建省泉州府晉江縣衙口，亦即現今之龍湖鎮衙口，是為潯江（潯海）派。新營區施姓主要以世居該地的施水金家族為主。

## 延伸阅读
[在维基数据编辑]
 《百家姓》
 《欽定古今圖書集成·明倫彙編·氏族典·施姓部》，出自陈梦雷《古今圖書集成》